# لی جون لی
لی جون لی (انگلیسی: Li Jun Li) بازیگر آمریکایی است. وی از سال ۲۰۰۸ میلادی تاکنون مشغول فعالیت بوده‌است. از فیلم‌ها یا برنامه‌های تلویزیونی که وی در آن نقش داشته‌است می‌توان به کوانتیکو، قاتلان وو و بابیلون (۲۰۲۲) اشاره کرد.